# Scaralis obscura
Scaralis obscura är en insektsart som först beskrevs av William Lucas Distant 1887.  Scaralis obscura ingår i släktet Scaralis och familjen lyktstritar. Inga underarter finns listade i Catalogue of Life.